# Grote Prijs Jef Scherens 1970
Il Grote Prijs Jef Scherens 1970, quinta edizione della corsa, si svolse il 20 settembre 1970 su un percorso di 205 km, con partenza e arrivo a Lovanio. Fu vinto dal belga Frans Verbeeck della Geens-Watney davanti ai suoi connazionali Raf Hooyberghs e Jozef Abelshausen.

## Ordine d'arrivo (Top 10)
| Pos. | Corridore               | Squadra             | Tempo    |
| ---- | ----------------------- | ------------------- | -------- |
| 1    | Frans Verbeeck          | Geens-Watney        | 5h22'00" |
| 2    | Raf Hooyberghs          | Geens-Watney        |          |
| 3    | Jozef Abelshausen       | Geens-Watney        |          |
| 4    | Fons De Bal             | Geens-Watney        |          |
| 5    | Maurice Eyers           | Geens-Watney        |          |
| 6    | Etienne Sonck           | Hertekamp-Magniflex |          |
| 7    | Fernand Van Rymenant    | Geens-Watney        |          |
| 8    | Willy Van den Eynde     | Geens-Watney        |          |
| 9    | Giovanni Jiménez Ocampo | Goldor-Fryns        |          |
| 10   | Roger Kindt             | Faemino-Faema       |          |